# Prix littéraires du Gouverneur général 1950
Liste des Prix littéraires du Gouverneur général pour 1950, chacun suivi du gagnant.
L'édition de 1950 marque la toute première récompense accordée à un auteur francophone : Germaine Guèvremont remporte le prix du meilleur roman pour la traduction anglaise de son roman Le Survenant, paru en français en 1945. 

## Anglais
- Prix du Gouverneur général : romans et nouvelles de langue anglaise : Germaine Guèvremont, The Outlander.
- Prix du Gouverneur général : poésie ou théâtre de langue anglaise : James Wreford Watson, Of Time and the Lover.
- Prix du Gouverneur général : études et essais de langue anglaise : Marjorie Wilkins Campbell, The Saskatchewan et W.L. Morton, The Progressive Party in Canada.
- Prix du Gouverneur général : littérature jeunesse de langue anglaise - texte : Donald Dickie, The Great Adventure.